# Friedensangebot der Mittelmächte
Das Friedensangebot der Mittelmächte vom 12. Dezember 1916 war eine Friedensnote im Verlauf des Ersten Weltkriegs, die auf Drängen Österreich-Ungarns nach der Eroberung Rumäniens veröffentlicht wurde, aber ohne Folgen blieb.

## Wortlaut der Note
Der Wortlaut des Friedensangebots der Mittelmächte war:

„Der furchtbarste Krieg, den die Geschichte je gesehen hat, wütet seit bald zwei und einem halben Jahr in einem großen Teil der Welt. Diese Katastrophe, die das Band einer gemeinsamen tausendjährigen Zivilisation nicht hat aufhalten können, trifft die Menschheit in ihren wertvollsten Errungenschaften. Sie droht, den geistigen und materiellen Fortschritt, der den Stolz Europas zu Beginn des zwanzigsten Jahrhunderts bildete, in Trümmer zu legen. 
Deutschland und seine Verbündeten, Österreich-Ungarn, Bulgarien und die Türkei, haben in diesem Kampf ihre unüberwindliche Kraft erwiesen. Sie haben über ihre an Zahl und Kriegsmaterial überlegenen Gegner gewaltige Erfolge errungen. Unerschütterlich halten ihre Linien den immer wiederholten Angriffen der Heere ihrer Feinde stand. Der jüngste Ansturm im Balkan ist schnell und siegreich niedergeworfen worden. Die letzten Ereignisse beweisen, daß auch eine weitere Fortdauer des Krieges ihre Widerstandskraft nicht zu brechen vermag, daß vielmehr die gesamte Lage zu der Erwartung weiterer Erfolge berechtigt. Zur Verteidigung ihres Daseins und ihrer nationalen Entwicklungsfreiheit wurden die vier verbündeten Mächte gezwungen, zu den Waffen zu greifen. Auch die Ruhmestaten ihrer Heere haben daran nichts geändert. Stets haben sie an der Überzeugung festgehalten, daß ihre eigenen Rechte und begründeten Ansprüche in keinem Widerspruch zu den Rechten der anderen Nationen stehen. Sie gehen nicht darauf aus, ihre Gegner zu zerschmettern oder zu vernichten. Getragen von dem Bewußtsein ihrer militärischen und wirtschaftlichen Kraft, und bereit, den ihnen aufgezwungenen Kampf nötigenfalls bis zum äußersten fortzusetzen, zugleich aber von dem Wunsch beseelt, weiteres Blutvergießen zu verhüten und den Greueln des Krieges ein Ende zu machen, schlagen die vier verbündeten Mächte vor, alsbald in Friedensverhandlungen einzutreten. Die Vorschläge, die sie zu diesen Verhandlungen mitbringen werden, und die darauf gerichtet sind, Dasein, Ehre und Entwicklungsfreiheit ihrer Völker zu sichern, bilden nach ihrer Überzeugung eine geeignete Grundlage für die Herstellung eines dauerhaften Friedens.
Wenn trotz dieses Anerbietens zu Frieden und Versöhnung der Kampf fortdauern sollte, so sind die vier verbündeten Mächte entschlossen, ihn bis zum siegreichen Ende zu führen. Sie lehnen aber feierlich jede Verantwortung dafür vor der Menschheit und der Geschichte ab.“

## Hintergrund
Die diplomatische Vorbereitung des Friedensvorschlages war vom „Bestreben der deutschen Regierungskreise, ihre eigenen hochgeschraubten Kriegsziele zu verheimlichen und die Forderungen ihrer Verbündeten zu mäßigen“ gekennzeichnet. Außerdem versuchten sie, jede gegenseitige Bürgschaft und Garantie zu umgehen. Letztlich konnte sich der gemeinsame Außenminister Österreich-Ungarns, Stephan Burián, mit seiner Forderung nach Aufnahme konkreter Kriegszielangaben in die Friedensnote nicht durchsetzen. Daher fehlten im Notentext des Friedensangebotes konkrete Bedingungen.
Die deutsche Regierung unter Kanzler Theobald von Bethmann Hollweg versprach sich von dem Friedensangebot dreierlei: Erstens sollte es als Sprengmittel innerhalb der kriegsmüden Länder der Entente wirken, zweitens die Position gegenüber den neutralen Staaten (also vor allem den Vereinigten Staaten) stärken und drittens einen wesentlichen Umschwung in der gedrückten Stimmung des eigenen Volkes herbeiführen. Bei einer Ablehnung des Angebots fiele das Odium für die Fortsetzung des Krieges nach deutscher Meinung auf die Gegner. Im Scheitern der Friedensaktion, die für die Donaumonarchie eine der letzten Chancen zur Rettung ihrer Existenz darstellte, sah Deutschland die beste Rechtfertigung für die Verschärfung der Kriegsführung.

## Antwort der Entente
Der wenig verbindliche Ton der Friedensnote und „ihr alles Konkrete vermissender Inhalt“, aber besonders, dass Deutschland keine Neigung zur Räumung der besetzten Gebiete erkennen ließ, machte die Note für die Entente unannehmbar.
Die Antwort der Alliierten vom 30. Dezember 1916 sprach deshalb von einer „Anregung ohne Bedingungen“, die kein Friedensangebot sei. Der „Vorschlag erscheint weniger als ein Friedensangebot denn als Kriegsmanöver“. Ein Friede sei unmöglich, „solange nicht Gewähr besteht für die Wiederherstellung der verletzten Rechte und Freiheiten, für die Anerkennung des Nationalitätenprinzips und der freien Existenz der kleinen Staaten“.

## Reaktion auf die Antwort
Wenige Tage später gab Kaiser Wilhelm II. per Erlass bekannt:

„Im Verein mit den Mir verbündeten Herrschern hatte ich unseren Feinden vorgeschlagen, alsbald in Friedensverhandlungen einzutreten. Die Feinde haben Meinen Vorschlag abgelehnt. Ihr Machthunger will Deutschlands Vernichtung. Der Krieg nimmt seinen Fortgang! Vor Gott und der Menschheit fällt den feindlichen Regierungen allein die schwere Verantwortung für alle weiteren furchtbaren Opfer zu, die Mein Wille euch hat ersparen wollen. In der gerechten Empörung über der Feinde anmaßenden Frevel, in dem Willen, unsere heiligsten Güter zu verteidigen und dem Vaterlande eine glückliche Zukunft zu sichern, werdet ihr zu Stahl werden. Unsere Feinde haben die von Mir angebotene Verständigung nicht gewollt. Mit Gottes Hilfe werden unsere Waffen sie dazu zwingen!“